# Ікона Божої Матері «Благодатне Небо»
Іко́на Бо́жої Ма́тері «Благода́тне Не́бо» — ікона, що належить до групи ікон Акафістів, основним сенсом яких є прославляння Богородиці як Цариці Небесної. Їй моляться про повчання на дорогу, що веде до порятунку і Царства Небесного.

## Місце знаходження ікони
Ікона Божої Матері, іменована «Благодатне Небо» знаходиться в Архангельському соборі Московського Кремля. Вона розташована на своєму історичному місці в іконостасі ліворуч від царських воріт і була виконана царськими іконописцями при створенні нового іконостасу в 1678–1680 роках. Це пов'язано з діяльністю митрополита Філарета (Дроздова), який в 1853 році, в період Поновлення іконостасу Архангельського собору, розпорядився зібрати історичні відомості про неї. У незбереженому описі Архангельського собору XVII століття повідомлялося, що образ є копією, зробленою за указом царя Феодора Олексійовича майстрами Збройної палати з стародавньої ікони, яка перебувала в соборі.

## Походження ікони
Про походження первісної Богородичної ікони «Благодатне Небо» існують дві версії. Згідно з першою версією, яка колись була популярна серед кремлівських служителів і археологів, ця ікона є «царгородською» святинею, привезеною Софією Вітовтівною, дочкою литовського князя Вітовта і дружиною Московського князя Василя Дмитровича, з Смоленська, куди вона була надіслана з Царгорода патріархом 
|  | «на благословення громадянам православного Смоленська, ще до підкорення його язичницьким князем Вітовтом» |

Ця легенда виникла на основі відомого запису в Троїцькому літописі за 1398 про привіз Софією Вітовтовтівною з Смоленська багатьох стародавніх ікон, а також частин «страстей Спасових», надісланих з Царгорода. Версія про візантійське походження давнього образу міцно увійшла в усі друковані видання XIX — початку XX століття про чудотворні ікони Божої Матері.
Друге припущення про можливе місцеперебування первісної ікони до її появи на Русі ґрунтується на відомостях, взятих з Клинцівського іконописного оригіналу (XVIII століття). У ньому міститься вказівка на те, що ікона була привезена Софією Хомівною, дружиною царя Івана III, з Литви, і при цьому відзначається «західний переклад» образу. Ця версія, головним чином, ґрунтується на самій іконографії ікони з Архангельського собору, яка сходить до прототипу, «схожим на шанований в чоловічому монастирі … в передмісті Вільно» Віленську ікону, за переказами явлену в 1341 році на Віленській іконі Богоматір, що стоїть на місяці, а над її головою ангели тримають царствений вінець.

## Іконографія
На іконі «Благодатне Небо» з Архангельського собору Божа Матір представлена в повний зріст, з Немовлям Христом на руках, що сидить справа. Руки Богоматері, що підтримують Немовля, схрещені; права рука з жестом благословення покладена на ліву руку, в якій Вона тримає білий плат. Немовля Христос зображений у повороті вліво; правою витягненого рукою він благословляє, лівою притискає до грудей закрите Євангеліє. Богоматір і Немовля Христос оточені яскраво-червоною овальною мандорлою — сяйвом, заповненим вихідними від фігур жовто-вохристими штрихами променів, що нагадують язики полум'я. Фон ікони хмарний, синьо-зелений, заповнений купчастими хмарами. По боках від фігур, у верхній частині, є напис: «ЧТО ТЯ НАРЕЧЕМ О БЛАГОДАТНАЯ НЕБО ВОССИЯ ЕСИ СОЛНЦЕ ПРАВДЫ РАИ ЯКО ВЗРАСТИЛА ЕСИ ЦВЕТ НЕТЛЕНИЯ ДЕВУ ЯКО ПРЕБЫЛА ЕСИ НЕТЛЕНА ЧИСТУЮ МАТЕРЬ ЯКО ИМЕЛА ЕСИ НА РУКУ СЫНА ВСЕХ БОГА». Ці слова читаються на першій годині після утрені). Ліворуч і праворуч від німба Богоматері — традиційні позначення Її імені: МР і ΘУ. Літери імені Христа написані на німбі Богоматері над його головою: IX. Внизу під ногами Богородиці збереглися такі сліди, що окреслюють зображення місячного серпа.

## Біблійне джерело образу
Ікона «Благодатне Небо» сходить до зображень, яке ілюструє 1-й і п'ятий вірші XII глави Одкровення Івана Богослова:
|  | І з’явилося на небі велике знамення: жона, оповита сонцем; під ногами її місяць і на голові її вінець з дванадцяти зірок. Вона мала в утробі і кричала від болю і мук народження. |

Іконографічний прототип цих зображень виник в Німеччині в XV столітті. У музеї Метрополітен в Нью-Йорку зберігається вітражне скло з Середнього Рейну (1480—1490), де представлена Мадонна з Немовлям на півмісяці, на голові її корона, постаті оточені золотими променями, що утворюють сяйво-мандол. Подібні образи були широко відомі в Західній Європі.

## Символічне значення образу
Символічне значення образу «Жінки, зодягнененої в сонце» розкривається вже в «Тлумаченні на Апокаліпсис»
У російській духовній культурі кінця XV — початку XVI столітті нова Богородична іконографія «Жінки, зодягненої в сонце» була алегорією «Богородиці-Церкви, переслідуваної драконом єрессю», яка тікає туди, де засвітило православне Московське царство, яке змінило Римське і Візантійське.
Цей образ має ряд інших тлумачень.

## Аналогії ікони

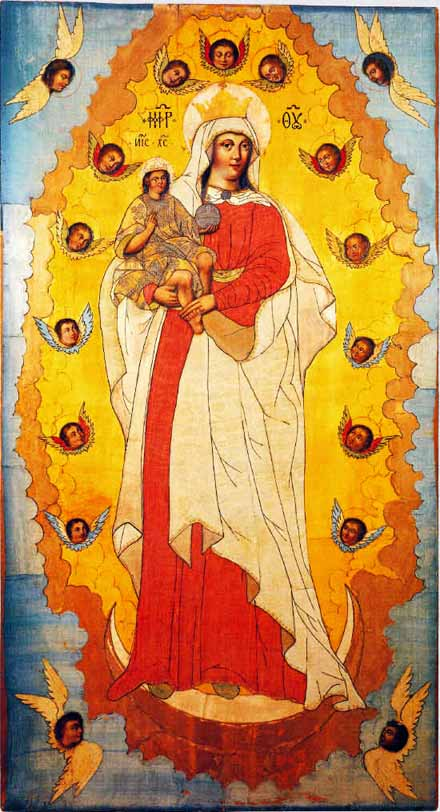
Благодатне Небо
(Василь Познанський, 1682 рік)

Найбільш раннім зображенням, висхідним до іконографічному типу «Благодатне Небо», є ікона з місцевого ряду іконостасу південного бокового вівтаря в церкві Святої Трійці в Нікітніках, що датується 40-ми роками XVII століття. На цьому образі Богоматір зображена з Немовлям на лівій руці, в короні. Її постать оточує овальний ореол сяйва. Внизу представлені уклінні Георгій хозов та Андрій Критський — однойменні святі будівельника церкви Григорія Нікітнікова і його сина Андрія. У цьому зображенні відсутні півмісяць під ногами Богоматері і промені сяйва.
Ще один варіант зображення, наступний, швидше, західний зразок, представлений на іконі, виконаній Василем Познанським для церкви Розп'яття Великого Кремлівського Палацу в 1682 року. У цьому зображенні Богоматір стоїть на півмісяці, а по внутрішньому краю хмарного сяйва представлені ширяючі херувими.
Найближчою аналогією шанованому образу Архангельського собору є ікона з Третьяковської галереї, виконана в XVIII столітті. Вона повторює один з найпоширеніших західних зразків з місяцем під ногами «Жінки» і трьома ангелами, що летять.

## Списки з ікони
Найшанованішим списком ікони з Архангельського собору є образ, що зберігається в зимовому храмі Воскресенського собору Романова-Борисоглібська (м. Тутаєв Ярославської області). Ця ікона-копія була замовлена в 1900 році керівнику реставраційної майстерні Я. Е. Єпанечнікову для ризниці церкви Успіння Пресвятої Богородиці в садибі сенатора В. П. Мордвинова села Ваулове Романов-Борисоглібського повіту Ярославської губернії. Ікона написана в академічному стилі (виконана маслом на жерсті, вставлена в дерев'яну раму). Богоматір з Немовлям зображені без корон і без сяйва-мандорли. Чин благословення та освячення образу був здійснений в Петербурзі, в будинку графа В. П. Мордвинова на Знам'янській вулиці (будинок 9) священником церкви Іоанна Богослова (Леушінське подвір'я) Євгеном Єрусалимським.

## Призначення ікони
Перед іконою Пресвятої Богородиці «Благодатне Небо» моляться про повчанні на шлях, що веде до спасіння і спадщини Царства Небесного, а також про зцілення різних душевних і тілесних недуг, про сприятливу подорож на повітряному транспорті, від єресей і розколів, про наставляння в Православній вірі.

## Дата святкування
У другій половині XIX — початку XX століття святкування ікони відбувалося двічі: 6/19 березня і в Неділю Всіх святих. Крім того, в Архангельському соборі щоденно після літургії перед образом відбувався молебень (по п'ятницях — з акафістом і водоосвяченням). Безліч прочан приносили до образу лампади, свічки і масло. Показово, що ікону «Благодатне Небо», що з'єднала в собі духовну культуру Сходу і Заходу, шанували як православні, так і іновірці. Існує переказ, що від образу отримала зцілення одна лютеранка, що побачила ікону у сні і послала свою православну гувернантку молитися за молебнем перед іконою про своє здоров'я. Це веління виконувалося служницею в перебігу шести тижнів, після чого хвора дама поправилася і сама стала приходити в собор на молебні.